# 東広島市立原小学校
東広島市立原小学校（ひがしひろしましりつ はらしょうがっこう）は、広島県東広島市八本松町原にある市立小学校。

## 概要
東広島市の南西部にある。校区は古くからの穀倉地帯であり、文化的にも早くから開けていた地域である。また、この地域には「菖蒲の前」伝説が伝わっており、それにちなんで校章はアヤメの葉を図案化したものとなっている。
校地には市道が通っており、日曜日・休日を除き午前7時から午後5時までの間車両の通行が制限されている。

## 沿革
- 1873年7月 - 原村に至誠館を創立。
- 1941年4月 - 国民学校令が公布され、原村立原国民学校と改称。
- 1947年4月 - 教育改革により原村立原小学校と改称。
- 1956年9月 - 村合併・町制施行により八本松町立原小学校と改称。
- 1957年2月 - 2階建て新校舎落成。
- 1974年4月 - 町合併・市制施行により東広島市立原小学校と改称。
- 1981年5月 - 新校舎落成。上校庭の整備もなされる。
- 2001年6月 - 新プール落成。

## 通学区域
- 東広島市
  - 八本松町原の一部

## 進学先中学校
- 東広島市立八本松中学校

## 周辺
- 曽場ヶ城山
- 小倉神社 - 菖蒲の前伝説ゆかりの地。
- 広島県立広島学園
- 陸上自衛隊原村演習場